# Unicode-beviteli módszerek
Sok rendszerben lehetséges közvetlenül bevinni Unicode karaktereket valamely módon. Így tetszőleges idegen nyelvi vagy speciális Unicode karakter elérhető.

## Kiválasztás képernyőről

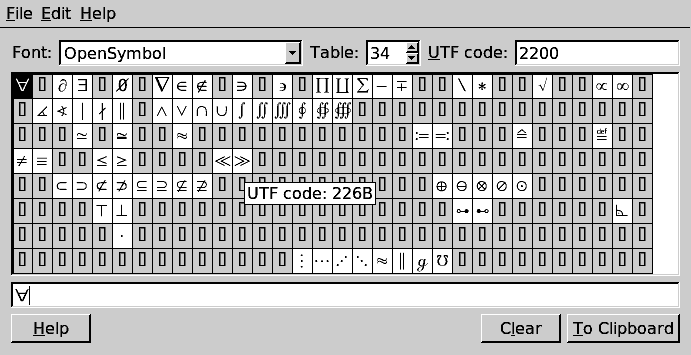
A KCharSelect karaktertérképező eszköz felülete az Unicode matematikai operátorok egy részével

A vizuális Unicode karakterválasztás (ISO 14755 szabvány, képernyő-kiválasztási beviteli módszer) számos rendszeren érhető el. Előfordul, hogy korlátozva van egy konkrét betűtípus karakterkészletére (ha egyáltalán létezik az illető betűtípus).
Microsoft Windowsban az NT 4.0 verzió óta elérhető a karaktertábla unicode képes verziója, a nem vállalati változatok közül pedig az XP-ben debütált. Az innen elérhető karakterek az alap többnyelvű lapra korlátozódnak. A karakterek kereshetőek Unicode nevük alapján, és a táblázatot lehet szűrni Unicode kódblokkok szerint.
Mac OS X-ben „karakterpaletta” néven található nagyon hasonló funkcionalitású program, amivel kereshetünk kapcsolódó karaktereket, vagy konkrét betűtípusokban.
A fentiekhez hasonló eszközök elérhetőek a legtöbb Linux disztribúcióban. Ilyen például a GNOME gucharmap vagy a KDE KCharSelect alkalmazása.

## Hexa bevitel
Az ISO 14755 szabvány 5.1-es cikkelyében leírt alap metódus szerint a kezdő szekvenciát a hexadecimális kódpont követi, majd egy záró szekvencia következik. Van, ahol ez csak az alap többnyelvű lapra korlátozódik (U+FFFF-ig).
- A Microsoft Windows RichEdit vezérlője (amit például a WordPad is használ) a következő módszert támogatja: először be kell írnunk a karakter hexadecimális kódját, majd utána megnyomni az ALT+X billentyűkombinációt. Például az f1 beírása és az ALT+X lenyomása után az ñ karaktert kapjuk. A hexadecimális kódot nem előzheti meg közvetlenül szám, vagy az a–f betűk bármelyike, mert azt a kód részének tekintené. Ez a beviteli módszer működik az új Office változatokban is.

- Microsoft Windowsban, ha a HKEY_Current_User\Control Panel\Input Method\EnableHexNumpad registry kulcs értéke "1", akkor az ALT megnyomása mellett a numerikus billentyűzet + gombját lenyomva, majd beírva a hexa kódot megkapjuk a kívánt unicode karaktert.[1]

- Mac OS X, valamint Mac OS 8.5 és újabb operációs rendszerekben az Unicode Hex Input billentyűkiosztást kell választani. Az option billentyű lenyomása mellett beírhatjuk a kívánt unicode karakter hexa kódját.[2]

- Linuxban a CTRL+SHIFT+U billentyűkombináció, majd a hexa kód begépelése adja a kívánt eredményt.

- Egy példa az ISO 14755-nek megfelelő rendszerre a GTK+ is, ahol a kezdőszekvencia a CTRL+SHIFT+U billentyűkombináció, a zárószekvencia pedig üres. A 2.10 előtti verziókban a CTRL és SHIFT billentyűket kellett nyomva tartani a hexa kód beírása alatt.

- A Vim szerkesztőben a CTRL+V u kombináció után adhatjuk meg a hexadecimális kódot, Emacsban pedig M-x ucs-insert a megfelelő parancs.

## Decimális bevitel
Néhány Microsoft Windows alkalmazásban decimális unicode kódpontok is megadhatóak (például 256 az U+0100 helyett) ALT kódokkal.

## Lásd még
- Numerikus karakter referencia
- URL-kódolás
- Alt kódok
- Kombináló billentyű
- Repülő ékezet

## Fordítás
- Ez a szócikk részben vagy egészben az Unicode input című angol Wikipédia-szócikk fordításán alapul.  Az eredeti cikk szerkesztőit annak laptörténete sorolja fel. Ez a jelzés csupán a megfogalmazás eredetét és a szerzői jogokat jelzi, nem szolgál a cikkben szereplő információk forrásmegjelöléseként.